# 秋田県旗
秋田県旗（あきたけんき）は、日本の都道府県の一つ、秋田県の旗。本項では、旗に図示されている秋田県章（あきたけんしょう）についても併せて解説する。

## 概要
県旗・県章とも昭和34年(1959年)11月3日の県告示第380号により制定された。片仮名の「ア」を躍動的に図案化し、県勢の飛躍、発展する姿を表している。

## 作者
秋田県章は公募した690点の中から、勝平得之らからなる選考委員によって選ばれたデザインである。最終的に決定した現在使用されているデザインは、群馬県吾妻郡六合村（現：中之条町）に住む応募者からのデザインであった。しかし応募者名は偽名であることが判明し、県は応募者に連絡を試み本人確認を行ったが、ついに返信が来ることはなかった。授賞式も欠席し、身元が不明のまま県章・県旗に正式決定した。
以後半世紀近く不明の状態が続いたが、2005年10月、ハンセン病回復者の里帰り事業で、身元判明につながる証言があった。群馬県吾妻郡草津町（六合村の隣町）の療養所の秋田県人会会長が挨拶の中で、「秋田県章は我々の僚友がこしらえたものなんです」と発言した。当時ハンセン病患者は隔離施設におかれ差別されていた。この療養所では20人程のグループがあり、公募されている旗章に応募しては賞金を生活費の足しにしていたという。なお、その応募者は既に他界しているという。
岐阜県恵那郡福岡町の町章も、秋田県章の作者と同姓同名の応募者によるものである。